# Ectopioglossa sumbana
Ectopioglossa sumbana är en stekelart som beskrevs av Vecht 1963. Ectopioglossa sumbana ingår i släktet Ectopioglossa och familjen Eumenidae. Inga underarter finns listade i Catalogue of Life.